# Pronolagus randensis
Pronolagus randensis е вид бозайник от семейство Зайцови (Leporidae).

## Разпространение
Видът е разпространен в Ангола, Ботсвана, Зимбабве, Мозамбик, Намибия и Южна Африка.